# Javier Pérez Fernández
Javier Pérez Fernández (Zamora, 1970) es un escritor español. Autor de diversas obras, periodísticas y de ficción, ganó en 2006 el Premio Azorín por su novela La crin de Damocles.

## Trayectoria
Como autor de relatos cortos ha recibido numerosos premios, entre los que se cuentan el Ánxel Fole, Tierra de Monegros, Ateneo de León, Villa de Muel, Lasarte Oria, Álvarez Tendero, José Nogales, Gabriel Aresti y Castillo Puche, entre otros. Ha publicado una veintena de relatos en diversas antologías.
Profesionalmente, se especializó en marketing y economía agraria. Fue director durante diez años de la Revista Campus, en la Universidad de León
Comenzó a escribir a los catorce años en periódicos y revistas, concretamente en Bedunia, de La Bañeza como autor satírico, y en el diario La Crónica-El Mundo, donde realizó un suplemento dominical sobre historia militar leonesa.
Sus principales trabajos pertenecen al campo de la novela, especialmente en los géneros histórico y policíaco, que suele fundir en sus obras. En ese sentido, se ha centrado especialmente en el periodo entre guerras, con tres novelas ambientadas en la República de Weimar, otra en los años inmediatamente anteriores a la Segunda Guerra Mundial (en la época de la Gran Purga de Stalin), y una más sobre el papel de la mujer en Japón durante la Guerra del Pacífico. 
Seguidor del relato clásico, utiliza a menudo un tono vagamente romántico o tenebroso que recuerdan a veces las ambientaciones del género gótico. Su temática, en cambio, trata de encajar lo maravilloso en lo cotidiano, con obras como "indicios evidencias pruebas y patadas en el culo" (Premio Baltasar Porcel 2017), donde se aborda un proceso judicial en el que todo es normal hasta que de pronto deja de serlo por obra de un suceso casi fantástico..
En 2006 Ganó el Premio Azorín con su obra La crin de Damocles, ambientada en los años de la gran Inflación, durante la República de Weimar.
En 2009 ganó el Premio el Fungible, de Alcobendas, con la obra No malgastes las flores, a medio camino entre el costumbrismo y el relato fantástico. Esta obra fue calificada como uno de los más originales relatos de fantasmas españoles de las últimas décadas.
En 2011 obtuvo el Premio de Novela Ciudad de Badajoz por su obra El secuestro del candidato, un thriller político en el que se mezclan el humor negro, la trama policíaca y la crítica social.
En septiembre de 2014 recibió el premio de novela Ateneo de Valladolid, por su obra Violín negro en orquesta roja, ambientado en la Gran Purga de Stalin y la Operación Tujachevsky.
En 2017, recibió el Premio de Novela breve "Baltasar Porcel", de Andrach, por su obra, Indicios, evidencias, pruebas y patadas en el culo.
En 2018 fue galardonado con el Premio Encina de Plata de novela corta, de Navalmoral de la Mata, por su obra El caso de la culpa en conserva, un thriller histórico y político sobre la desaparición de una mujer durante los últimos años del franquismo.
En 2021 se unió al equipo de Ileon, tras publicar una curiosa historia general de los Papas de la Iglesia Católica, más cercana a un ensayo histórico que a cualquier aproximación religiosa. Este controvertido catálogo devolvió a su autor a sus primeros tiempos de sátira y controversia Cuando algunos lo acusaron de anticlerical mientras otros lo señalaban como demasiado tolerante con los dirigentes de la Iglesia.

## Obras
- Apagar el sol (2003)
- La crin de Damocles (2006)
- La espina de la amapola (2008)
- No malgastes las flores (2009)
- El Gris (2010)
- El secuestro del candidato (2012)
- Violín negro en orquesta roja (2015)
- Llara, la maldición de las águilas (2016)
- Indicios, evidencias, pruebas y patadas en el culo (2018)
- El caso de la culpa en conserva (2019)
- Catálogo informal de todos los papas (2021)
- La libertad huyendo del pueblo. (2023)